# اسمالیاویچی
اسمالیاویچی (به لاتین: Smalyavichy) یک شهر در بلاروس است که در منطقه مینسک واقع شده‌است. اسمالیاویچی ۱۴٬۲۰۰ نفر جمعیت دارد.